# Sunday (canción de The Cranberries)
«Sunday» —en españolː Domingo— es una canción de la banda de rock irlandesa The Cranberries, perteneciente a su álbum debut Everybody Else Is Doing It, So Why Can't We? siendo publicada por Island Records como sencillo promocional en Estados Unidos en 1993 antes de que la discográfica decidiera optar por relanzar «Dreams» y «Linger».
A pesar de que el tema no ingresó en ninguna lista y tampoco se grabó un vídeo musical, se publicó un sencillo en CD con una versión editada para la radio en donde se omitía el inicio del tema en donde aparecían los arreglos de cuerda. Island también planeó lanzarlo a nivel mundial, pero la idea fue cancelada debido a que el segundo álbum de la banda, No Need to Argue, estaba pronto a ser publicado.

## Historia
«Sunday» es una canción de rock alternativo e indie pop que fue compuesta por Dolores O'Riordan y Noel Hogan. Aparecería por primera vez en el EP demo Water Circle, publicado a mediados de 1990. La versión definitiva se registraría entre 1992 y 1993 en los estudios Windmill Lane en Dublín en la sesiones de grabación del primer álbum del grupo, siendo producida por Stephen Street. 
Desde entonces a aparecido en una serie de publicaciones discográficas: una versión acústica fue incluida en 1995 en la compilación Rare on Air, volume 2 de la estación radial estadounidense KCRW; una interpretación en directo grabada en The Point, en Dublín formó parte de las ediciones físicas de los sencillos «Free to Decide» y «When You're Gone» mientras que otra presentación en vivo sería parte del álbum en directo Bualadh bos: The Cranberries Live de 2010, tocada en 1996 durante el Free to Decide Tour.
La temática de la canción ha tenido diversas interpretaciones por parte de la crítica especializada: el sitio Jenesaispop dedujo que habla de lo que produce el primer amor mientras que en otro de sus artículos la relacionó con la pérdida de la virginidad, mientras que Pitchfork mencionó que refleja la indecisión romántica a la vez que muestra las situaciones de ambos lados tras una ruptura amorosa.

## Lista de canciones
Sencillo en CD promocional en Estados Unidos
1. «Sunday» (radio edit) – 2:15
2. «Sunday» (album version) – 3:30
3. «Them» – 3:44

## Créditos
| The Cranberries - Dolores O'Riordan - voz - Noel Hogan - guitarra eléctrica - Mike Hogan - bajo - Fergal Lawler - batería, percusión | Técnicos - Stephen Street - producción, ingeniero de sonido - Aiden McGovern - ingeniero de sonido |